# Eosphaerophoria brunettii
Eosphaerophoria brunettii är en tvåvingeart som beskrevs av Ghorpade 2010. Eosphaerophoria brunettii ingår i släktet Eosphaerophoria och familjen blomflugor. Inga underarter finns listade i Catalogue of Life.